# Papuascincus morokanus
Papuascincus morokanus är en ödleart som beskrevs av  Parker 1936. Papuascincus morokanus ingår i släktet Papuascincus och familjen skinkar. Inga underarter finns listade i Catalogue of Life.